# Људска права у Азербејџану
Након прилагођавања Устава Републике Азербејџан 1995. године нови законски акти и амандмани су донесени у складу са демократским принципима и у складу са захтевима међународног права у оквиру правних реформи у Азербејџану. Генерално, у Уставу Азербејџана постоји 48 чланова који се тичу основних људских и грађанских права и слобода. Конкретно, члан 3 Устава утврђује главна права и слободе грађана Азербејџана, укључујући људска права, имовинска права, једнакост права, права интелектуалне својине, грађанска права, права оптуженог, право на штрајк, социјално осигурање, право гласа и слобода говора, савести и мисли.
Дана 28. децембра 2001. године, Народна скупштина Републике Азербејџан усвојила је Уставни закон о Поверенику за људска права (Омбудсман) Републике Азербејџан, а 5. марта 2002. године, председник је потписао Уредбу о примени овог закона и тиме стварање и функционисање правног оквира за Повереника за људска права Републике Азербејџан.

## Права мањина
Влада Азербејџана је предузела одређене кораке у циљу заштите верских мањина а национална политика ове земље је дефинисана на принципима толеранције и суживота различитих националности, етничких група и верских мањина.

## Верска слобода
Азербејџан је мултикултурална и мултирелигијска земља и секуларна земља. Људи многих религија живе у Азербејџану. Члан 48 Устава Азербејџана осигурава право на слободу и људи свих вера могу бирати и практиковати своју религију без ограничења. Ова одредба штити право појединаца да изражавају своја верска уверења и практиковања верских обреда, под условом да не нарушавају јавни ред или јавни морал.

## Утицај међународних уговора и споразума
Један од почетних међународних докумената у области људских права био је Меморандум о разумевању који је 26. новембра 1998. потписала Влада Азербејџана и Канцеларија за демократске институције и људска права.
Савет Европе је примио Азербејџан у пуноправно чланство 25. јануара 2001. Азербејџан је ратификовао Конвенцију о заштити људских права и основних слобода 15. априла 2002. Од ратификације, свако ко тврди да је жртва повреде својих права или слобода дефинисаних Конвенцијом као резултат активности или неактивности Републике Азербејџан, има право да поднесе тужбу против Азербејџана пред Европским судом за људска права. Азербејџан је ратификовао 15 међународних уговора о људским правима од 18. Азербејџан је постао члан Савета за људска права Уједињених нација 2006. године.
Неколико независних тела, као што је Human Rights Watch, више пута су критизирале азербејџанску владу због њених кршења људских права .
Између осталих забринутости, власти су оптужене за произвољна хапшења, неодређено затварање, тешка пребијања, мучење, и присилне нестанке. Упркос постојању независних медија, новинари који критикују владу често су тешко злостављани, затварани, па чак и физички нападнути. У Индексу слободе штампе за период 2013-14, који су објавили Репортери без граница, Азербејџан је рангиран 160. од укупно 180 земаља. Влада је често критикована због тога што није успела побољшати ситуацију у којој се налазе грађанске слободе . Јавне демонстрације против владајућег режима се не толеришу, а власти често користе насиље да би растерале протесте.

## Изборно право
Азербејџан је била прва земља на Истоку која је женама пружила право гласа. Према Закону усвојеном у парламенту, 21. јула 1919. године, Демократска Република Азербејџан, свим грађанима Републике, који су навршили 20 година, одобрено је гласачко право пре Уједињеног Краљевства (1928), Шпаније и Португалије (1931).
Сви грађани Азербејџана имају право да бирају и буду бирани и да учествују на референдумима. Скупштина Азербејџана је усвојила Изборни закон 27. маја 2003. Иако је Азербејџан номинално секуларна и репрезентативна демократија, недавни избори су у великој мери оспорени као лажни и „озбиљно мањкави“. Азербејџански медијски извештаји о изборима сматрају се претежно пристраним у корист администрације. Такође је познато да је бивши председник, Хејдар Алијев, напунио централне и локалне изборне комисије с владиним присталицама пре кључних избора, а 2003. Међународни посматрачи су забележили нередовне инциденте као што су гласачи који су бежали са гласачким листићима, попуњавали гласачке листиће, вишеструко гласали и ометали гласање.
Азербејџан је оштро критикован због подмићивања чланова и званичника из међународних организација како би легитимирао лажне изборе, што је пракса која се назива "дипломом кавијара"   . Недавно је то био случај са посланицима Европског парламента, чија је процена азербејџанских избора изазвала велики скандал у Европи  . Европска иницијатива за стабилност објавила је серију детаљних извештаја у којима је изложена заинтересованост посматрачких мисија које учествују на азербејџанским изборима  .

## Слобода окупљања и изражавања политичких уверења
До јуна 2005. азербејџански народ није уживао слободу окупљања. Општа забрана окупљања опозиције била је укинута након националног притиска. Власти су забраниле присталицама опозиције да демонстрирају или одржавају скупове у или близу било ког градског центра и да су за то одређена посебна места. Они који су присуствовали опозиционим скуповима који нису били санкционисани од стране владе, претучени су или ухапшени. Познато је да полиција притвара активисте опозиције, у покушају да их "убеди" да се одрекну свог политичког рада. Чланови омладинског покрета и опозициони чланови заточени су због уроте за свргавање владе, оптужбе која није поткрепљена. После избора није дозвољен ниједан скуп опозиције.
Према извештају Human Rights Watch из 2013. године, "Азербејџански подаци о слободи изражавања, окупљања и удруживања већ неколико година бележе сталан пад, али се од средине 2012. године драматично погоршавају" . У априлу 2014. Европска организација за људска права саопштила је да се у Азербејџану погоршавају људска права, посебно слобода изражавања, окупљања и удруживања.

## Право на слободу и сигурност
На Азербејџан је извршен међународни притисак да ослободи неколико политичких затвореника. Од уласка у Савет Европе, азербејџанска влада је ослободила стотину политичких затвореника, али многи остају у притвору, а присталице опозиције се и даље држе у притвору без доказа о недозвољеним радњама . 51 затвореник којег су међународне групе за људска права сматрали политичким затвореницима су пуштени 16. марта 2019. 
У марту 2011. године, опозициони активисти Бахтијар Хајиев и Јабар Савалан ухапшени су након што су помогли у организовању протеста у арапском пролећу путем Фејсбука. Оба су добила затворске казне по неповезаним оптужбама. Њихова хапшења су посматрали Европски парламент, Human Rights Watch . Амнести Интернешенел је обојицу назвао затвореницима савести и позвао на њихово тренутно пуштање на слободу . Јабар Савалан је пуштен из затвора након 11 месеци 26. децембра 2011. У априлу 2012. активиста за људска права и заштиту животне средине Огтаи Гулалијев ухапшен је и наводно мучен те је пуштен је у јуну.
Касније, 2013. године, седам младих активиста, укључујући и четири члана управног одбора Нида, отети су и ухапшени након протеста против војних смртних случајева у марту и априлу у Бакуу  . Оптужени су за припрему нереда током протеста у Бакуу. У почетку су млади оптужени за илегално поседовање оружја и дроге. Према извештају Међународне организације за људска права Амнести Интернешенел, неки од осам активиста НИДА-е, који су ухапшени под лажним оптужбама (укључујући и седамнаестогодишњака), били су мучени. Амнести Интернешенел је све ухапшене младиће препознао као затворенике савести. Међутим, у 2014. години четири од њих, а 2016. године и четири друга члана НИДА-е су ослобођени председничком наредбом. Амнести интернешенел је поздравио тај чин. Следећа четири члана НИДА-е су била међу затвореницима помилована председничким налогом од 16. марта 2019. који је поздравила Европска служба за спољне послове .

## Слобода медија
Почетком августа у Азербејџану је укинута цензура медија. Одељење за заштиту државне тајне у штампи, познато и под називом "Главлит", које је постојало у совјетском периоду, укинуто је по налогу председника Републике Азербејџан Хејдара Алијева у то време. Наредба о војној цензури (1992) и решењу о контроли над свим информацијама (1993) укинута је цензура. Азербејџан је у својој годишњој анкети о слободи штампе рангиран као "неслободан" а рангиран је 79 од 100.
Власти користе низ мера за ограничавање слободе медија у земљи. Опозициони и независни медији и новинари имају ограничен приступ штампаним кућама и дистрибутивним мрежама, или се могу суочити са оптужбама за клевету и казненим казнама, те подлијежу тактици застрашивања, укључујући затварање због кривотворених оптужби.
Већина Азербејџана прима информације од главне телевизије, која је непоколебљиво провладина и под строгом контролом владе. Према извештају Института за слободу и безбедност репортера из 2012. године, азербејџански грађани нису у могућности да приступе објективним и поузданим вестима о питањима људских права која су релевантна за Азербејџан, а становништво је недовољно информисано о питањима од јавног интереса.
Азербејџанске власти су затвориле неколико значајних новинара. Затворили су Мехмана Алијева, директора независног медија. Алијев је директор новинске агенције Туран. Дана 25. августа 2017. суд у Бакуу је у истрази против њега сместио Алијева у притвору у притвору три месеца. Међутим, 16 дана касније - 11. септембра 2017. Апелациони суд у Бакуу преиначио је пресуду суда првостепени и ослободио господина Алијева. Неколико међународних институција као што је Европска федерација новинара поздравило је ослобађање г. Алијева.
Комитет за заштиту новинара изјавио је да су оптужбе против многих новинара "измишљене" и "политизоване". Крајем 2014. године, осам новинара је остало иза решетака. Међународне инстанце као што је Комесар за људска права Већа Европе доследно су одбацивале оправдања азербејџанских власти да су затворени новинари кривично гоњени и осуђени за заједничке злочине. Затворски услови за новинаре пријављени су као тешки, са рутинским злостављањем и ускраћивањем здравствене заштите.

## Корупција
Корупција у Азербејџану се сматра ендемском у свим областима азербејџанске политике . Владајућа породица је изазвала сумњу од разних независних медија због њиховог огромног богатства, о чему сведочи куповина великих мултимилионских некретнина у Дубаију, Уједињеним Арапским Емиратима.
Последњих година предузете су неке мере против корупције. Питања корупције у пружању јавних услуга била су једна од проблематичних области у јавном сектору. Да би се елиминисала корупција у пружању јавних услуга, нова канцеларија за превенцију, наиме, мрежа за процену услуга у Азербејџану успостављена је председничким декретом 2012. године. Тренутно ова институција пружа 34 услуге за 10 државних органа. То је био први модел пружања услуга на једном месту у свету који је пружао услуге различитих државних органа, а не само услуге једног државног тела.
Азербејџан је потписао Истанбулски Акциони план за борбу против корупције који обухвата Јерменију, Азербејџан, Грузију, Казахстан, Киргистан, Монголију, Таџикистан, Украјину и Узбекистан као и друге земље 2003. године. Имплементација плана подразумева редовно и систематско оцењивање правног и институционалног оквира за борбу против корупције у земљама обухваћеним пројектом потписивањем споразума. Од тада је Азербејџан активно учествовао у мониторингу.

## ЛГБТ права
Као и у већини других пост-совјетских земаља, Азербејџан остаје место где је хомосексуалност питање окружено конфузијом. Тешко да постоји објективна или тачна информација о психолошким, социолошким и правним аспектима хомосексуалности у Азербејџану, тако да већина друштва једноставно не зна шта је хомосексуалност. Док је сексуална активност истог пола била технички легална од укидања анти-содомских закона из совјетске ере 2000. године, Азербејџан нема законе који експлицитно штите ЛГБТ особе, а социјално прихватање ЛГБТ особа и даље је на незавидном нивоу. У 2016. години Међународна асоцијација лезбијки, гејева, бисексуалаца, транс и интерсекса сврстала је Азербејџан као најгоре место (49 од 49) у Европи за ЛГБТ популацију, наводећи "скоро потпуно одсуство правне заштите" и недавне полицијске рације на ЛГБТ групе.

## Међународни извештаји
Европски парламент је 12. маја 2011. године усвојио резолуцију којом се осуђују азербејџанско "кршења људских права" и "угњетавање опозиционих снага и представника". У резолуцији се помиње забринутост за Ејнулу Фатулајева, Јабара Савалана и остале затворенике, као и општа забринутост за "све већи број случајева узнемиравања, напада и насиља над цивилним друштвом и активистима друштвених мрежа и новинарима у Азербејџану". Ипак, Европски парламент је позитивно оцени пуштање два блогера и стварање нових пододбора Одбора за сарадњу ЕУ-Азербејџан у области правде, људских права и демократије и захвалио се Азербејџану за допринос источном партнерству.
У августу 2017. године, Радна група УН за арбитрарно притварање објавила је свој извештај о мисији Азербејџану. На позив Владе, Радна група за произвољно притварање посетила је Азербејџан од 16. до 25. маја 2016.

## Извештаји Европског центра за стратешку обавештајну безбедност
6. марта 2017. године Европски центар за за стратешку обавештајну безбедност је објавила извештај под називом "Јерменска веза" у којем се наводе ситуације кршења људских права.
Европски центар за стратешку и обавештајну безбедност је у том извештају истакао да је извештај "Кавијар дипломатија" који је израдила Европска иницијатива за стабилност имала за циљ стварање климе сумњичавости засноване на клеветама како би се створила мрежа посланика који би учествовали у политичком рату против Азербејџана. У другом поглављу извештаја под називом "Јерменска веза" Mr X ", Нилс Муижниекс, комесар за људска права Већа Европе", објављен 18. априла 2017. је тврдио да мрежа састављена од европских премијера, јерменских званичника и неких других невладиних организација, финансирала је Сорош фондација. Према ЕСИСЦ-у кључна фигура мреже од 2012. године је био Нилс Мујжниекс, комесар за људска права Већа Европе док је он служио интересима Сороша и Републике Јерменије.
"Извештај је написан у најгорим традицијама ауторитарне пропаганде, прави апсурдне тврдње и јасно је усмерен на одбијање таласа критике против прикривања неетичког лобирања и корупције у Скупштини Европе и захтева промену у Скупштини", објавио је Freedom Files Analytical Centre. 
Европска иницијатива за стабилност изјавила је да је "ЕСИСЦ-ов извештај пун лажи (као што је тврдња да немачки члан Штрасер држи про-јерменске погледе и као доказ да је отишао у Јереван 2015. године у спомен на геноцид над Јерменима, када Штрасер никада у животу није било у независној Јерменији) ".

## Нахчиван
Људска права сматрају се изузетно не поштују у азербејџанском региону Начхивана, по извештају Радио Слободна Европа где наводи овај регион као "Азербејџанска Северна Кореја" 2007. Као аутономна република под управом Васифа Талибова, изражена је забринутост у вези са бруталношћу полиције, некажњавањем, великим ограничењима грађанских слобода и корупцијом  .
Начхиван је описан као "лабораторија репресије" у којој се репресивне методе тестирају и затим примењују у великом обиму у остатку Азербејџана.